# Conura torvina
Conura torvina är en stekelart som först beskrevs av Cresson 1872.  Conura torvina ingår i släktet Conura och familjen bredlårsteklar. Inga underarter finns listade i Catalogue of Life.